# Wolfgang Kieling

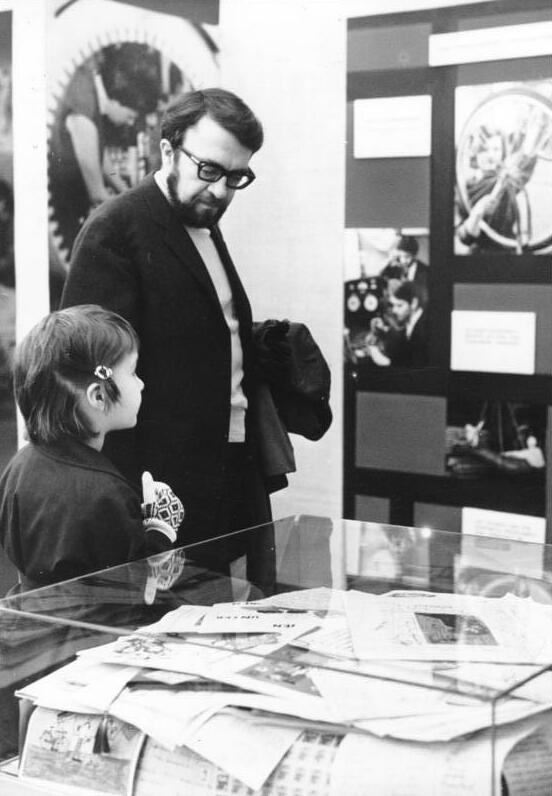
Wolfgang Kieling, 1968

Wolfgang Kieling (* 16. März 1924 in Berlin; † 7. Oktober 1985 in Hamburg) war ein deutscher Schauspieler und Synchronsprecher.

## Leben
Kieling wuchs bei seinem Stiefvater, einem Schneidermeister, auf und nahm bereits mit sechs Jahren als Kindersopran seine erste Schallplatte auf. Es folgte eine Karriere im Kinderfunk. Sein Debüt auf der Leinwand hatte er 1936 in Veit Harlans Film Maria, die Magd. Nach einer Schauspielausbildung bei Albert Florath bekam er erste Theaterengagements.
Er besuchte u. a. das Kreuzberger Leibniz-Gymnasium, wurde aber von einem Regisseur überredet, von der Schule abzugehen und Regieassistent zu werden. Sein Abitur holte er an einem Abendgymnasium nach. Unter anderem war Wolfgang Kieling in der Spielzeit 1941/42 beim erst wenige Jahre zuvor neu gegründeten I. Landestheater der Mark Brandenburg in Luckenwalde, einem als Wanderbühne bezeichneten Ensemble. Das bedeutete, neben Auftritten in der Heimspielstätte konkret viele Abstecher und sehr viele Gastspiele in ganz Brandenburg und angrenzenden Regionen zu geben. Im Zweiten Weltkrieg leistete er Kriegsdienst, wurde verwundet und blieb bis 1949 in sowjetischer Kriegsgefangenschaft.
Anschließend spielte er Theater, zunächst in West-Berlin, 1953 in Basel. Von 1954 bis 1957 war er in Produktionen der ostdeutschen DEFA zu sehen. Danach war er wieder in Westdeutschland tätig, 1960 erstmals auch in einer Fernsehproduktion. Internationale Beachtung erlangte er 1966 durch seine Rolle als Stasiagent in Alfred Hitchcocks Film Der zerrissene Vorhang.
1965 erhielt Kieling den Bundesfilmpreis in der Kategorie Bester Hauptdarsteller für seine Darstellung in dem Film Polizeirevier Davidswache. Im Jahr 1968 ließ er diesen Preis im Republikanischen Club in West-Berlin im Zusammenhang mit dem Vietnamkrieg zugunsten des Vietcong versteigern. Ersteigert wurde der Preis vom Politikwissenschaftler Johannes Agnoli für 1760 Mark.
1966 wurde er für seine Darstellung in Geschlossene Gesellschaft mit der Goldenen Kamera des Axel-Springer-Verlags ausgezeichnet, die er jedoch aus Protest gegen die Politik des Axel-Springer-Verlags im Jahr darauf zurückgab.
Nach seiner Umsiedlung nach Ost-Berlin von 1968 bis 1970 kehrte er nach Westdeutschland zurück. Kieling hatte gegen die politische Situation im Westen, insbesondere auch gegen den Vietnamkrieg der Amerikaner, ein Zeichen setzen wollen, sah sich aber schließlich nicht in der Lage, sich in die ostdeutsche Gesellschaft einzufinden. Seit den 1970er Jahren war Kieling vor allem im Fernsehen tätig. Für seine schauspielerische Leistung in dem ZDF-Fernsehfilm Im Reservat von Peter Beauvais, in dem er einen alternden Transvestiten darstellte, erhielt er 1973 den Fernsehfilmpreis der Deutschen Akademie der Darstellenden Künste. In der Fernsehserie Der Anwalt spielte er ab 1977 zwei Staffeln lang die Titelrolle.
Kieling arbeitete schon seit seiner Kindheit als Synchronsprecher, so lieh er Freddie Bartholomew in einer 1930er-Jahre-Synchronfassung von David Copperfield (1935) seine Stimme. Als Erwachsener sprach Kieling z. B. für Glenn Ford (u. a. in Menschenraub, Das kleine Teehaus, Cimarron), Marlon Brando (in Duell am Missouri), Yul Brynner (in Ein Kerl zum Pferdestehlen), Montgomery Clift (in Urteil von Nürnberg), Tony Curtis (in Das Millionengesicht), Kirk Douglas (in Vincent van Gogh – Ein Leben in Leidenschaft), Alec Guinness (in Der Schwan), Charlton Heston (in Planet der Affen), Marcello Mastroianni (in La Dolce Vita), Robert Mitchum (in Erbe des Blutes), Paul Newman (u. a. in Die Hölle ist in mir, Die Katze auf dem heißen Blechdach, Süßer Vogel Jugend, Der Preis), Leslie Nielsen (in Alarm im Weltall) und Frank Sinatra (u. a. in Die oberen Zehntausend und Pal Joey). Außerdem lieh er von 1973 bis 1985 in der deutschen Fassung der Sesamstraße der Figur Bert seine Stimme. Ferner sprach er die Rolle des Heuschreckenforschers Cornelius Button in der Kinderserie Die Grashüpfer-Insel.
Seine markante, sonore Stimme war auch vielfältig in Hörspielen zu hören: So sprach er 1974 die Titelrolle bei der EUROPA-Hörspielproduktion Räuberhauptmann Potzblitz und 1975 den Zauberer Zackzarack, ferner wirkte er u. a. auch bei Hanni und Nanni mit. In der Hörspielreihe Hui Buh das Schloßgespenst sprach er in den Folgen 3 und 4 die Rolle des König Julius der 111. 1984 war er einer der Grauen Herren in der dreiteiligen Philips-Hörspielfassung von Michael Endes Momo. Auch in der DDR wirkte er an Hörspielen mit, darunter – kurz nach seiner Übersiedlung – Heimsuchungen eines Eingesessenen, in dem es um die Probleme von Werktätigen in der sozialistischen Industrie ging.

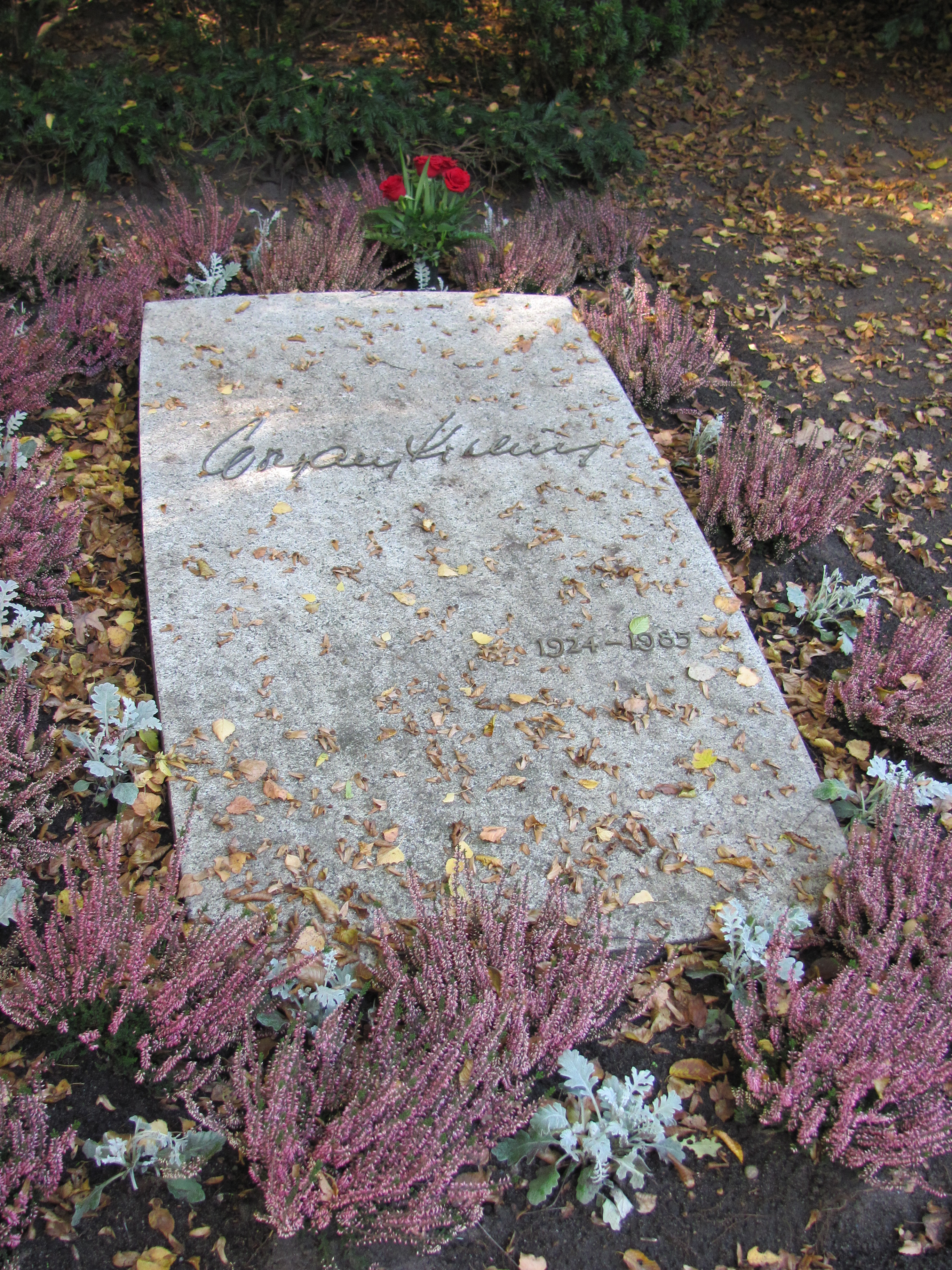
Grab von Wolfgang Kieling auf dem Friedhof Ohlsdorf

Kieling war insgesamt viermal verheiratet und hatte drei Kinder. Seine erste Frau, die Schauspielerin Jola Jobst, nahm sich zwei Jahre nach der Trennung das Leben. Mit seiner zweiten Frau, der Schauspielerin Gisela Uhlen, hatte er die Tochter Susanne Uhlen, die auch Schauspielerin wurde. Aus einer kurzen Beziehung mit der Schauspielerin Ingrid Rentsch während seines ersten Aufenthalts in Ost-Berlin ging der Sohn Florian Martens hervor, der ebenfalls Schauspieler ist. Seiner dritten Ehe mit der Bildhauerin Johanna Göllnitz entstammt die Tochter Annette. Danach war er mit der wesentlich jüngeren Schauspielerin Monika Gabriel verheiratet, die er während seines zweiten Aufenthaltes in der DDR kennenlernte und die ihm später in den Westen folgte. Kieling ist der Großonkel des Tierfilmers Andreas Kieling.
Wegen einer Augenerkrankung musste sich Kieling mehrfach operieren lassen, später litt er zudem an Krebs. Er starb am 7. Oktober 1985 im Alter von 61 Jahren in einem Krankenhaus in Hamburg nach einer Magenoperation, der er sich wegen seines Krebsleidens unterziehen musste. Sein Grab befindet sich auf dem Friedhof Ohlsdorf in Hamburg. Es liegt im Planquadrat AD 4 am Stillen Weg.

## Filmografie

### Schauspieler
- 1936: Maria, die Magd
- 1936: Guten Abend, gute Nacht
- 1936: Hier irrt Schiller
- 1937: Heimweh
- 1937: Kreutzersonate
- 1938: Frauen für Golden Hill
- 1938: Klimbusch macht Wochenende
- 1938: Träume sind Schäume
- 1938/47: Altes Herz geht auf die Reise
- 1939: Die Reise nach Tilsit
- 1940: Falstaff in Wien
- 1940: Herz geht vor Anker
- 1940: Seitensprünge
- 1941: Jenny und der Herr im Frack
- 1941: Krach im Vorderhaus
- 1951: Alice im Wunderland (nur Stimme)
- 1953: Kopf oder Zahl
- 1956: Damals in Paris
- 1956: Genesung
- 1957: Betrogen bis zum jüngsten Tag
- 1958: Der Mann, der nicht nein sagen konnte
- 1959: Arzt ohne Gewissen
- 1960: Agatha, laß das Morden sein!
- 1961: Die Sendung der Lysistrata
- 1961: Frau Cheneys Ende
- 1961: Mörderspiel
- 1962: Der rote Hahn
- 1962: Montserrat
- 1962: Zahlungsaufschub
- 1963: Dantons Tod
- 1963: Der Belagerungszustand
- 1963: Ein ungebetener Gast
- 1963: Hedda Gabler
- 1963: Heute kündigt mir mein Mann
- 1963: Mirandolina
- 1964: Bericht von den Inseln
- 1964: Der Traum des Eroberers
- 1964: Die Physiker
- 1964: Die Zeit der Schuldlosen
- 1964: König Richard III
- 1964: Polizeirevier Davidswache
- 1964: Teufelsspur
- 1964: Das Haus in der Karpfengasse
- 1965: Scharfe Schüsse auf Jamaika (A 001: operazione Giamaica)
- 1965–1967: Das Kriminalmuseum
- 1965: Der Sündenbock
- 1965: Die Banditen vom Rio Grande
- 1965: Duell vor Sonnenuntergang
- 1965: Exil
- 1965: Hotel der toten Gäste
- 1966: Der Kongreß amüsiert sich
- 1966: Das Abgründige in Herrn Gerstenberg
- 1966: Geschlossene Gesellschaft
- 1966: S.O.S. Morro Castle
- 1966: Standgericht
- 1966: Der zerrissene Vorhang (Torn Curtain)
- 1967: Das Haus der tausend Freuden
- 1967: Fliegender Sand
- 1967: Geheimnisse in goldenen Nylons (Deux billets pour Mexico)
- 1967: Ein Toter braucht kein Alibi
- 1967: Die Abenteuer des Kardinal Braun (Operazione San Pietro)
- 1967: Pension Clausewitz
- 1967: Die Rache des Dr. Fu Man Chu
- 1968: Amsterdam Affair
- 1968: Im Banne des Unheimlichen
- 1968: Tevje und seine sieben Töchter
- 1969: Das siebente Jahr
- 1969: Jungfer, Sie gefällt mir
- 1970: Aus unserer Zeit (Episode 2)
- 1970: Jeder stirbt für sich allein
- 1970: Kannibalen
- 1970: Signale – Ein Weltraumabenteuer (nur Stimme)
- 1971: Der Millionenraub
- 1971: Der Fall Jägerstätter
- 1971: Goya
- 1972: Bremer Freiheit
- 1972: Das letzte Paradies
- 1972: Dem Täter auf der Spur: Ohne Kranz und Blumen
- 1972: Der Angestellte
- 1972: Der Eisberg der Vorsehung
- 1972: Tatort – Strandgut
- 1972: Der Todesrächer von Soho
- 1972: Dem Täter auf der Spur: Der Tod in der Maske
- 1972: Sonderdezernat K1: Vier Schüsse auf den Mörder
- 1973: Bauern, Bonzen und Bomben
- 1973: Einladung zur Enthauptung
- 1973: Im Reservat
- 1973: Immobilien
- 1973: Ein Fall für Männdli: Lange Finger
- 1973–1985: Sesamstraße (als Stimme von Bert)
- 1974: Derrick: Waldweg
- 1974: … und die Nacht kennt kein Erbarmen (Vreemde Wêreld)
- 1974: Zwischenstationen
- 1974: Härte 10 (TV-Mehrteiler)
- 1975: Baby Hamilton oder Das kommt in den besten Familien vor
- 1975: Lichtspiele am Preussenkorso
- 1976: Ketten
- 1976: Bei Westwind hört man keinen Schuß
- 1977–1978: Der Anwalt
- 1977: Die Kette
- 1978: Friedrich Schachmann wird verwaltet
- 1978: Meine dicke Freundin
- 1978: Geschichten aus der Zukunft
- 1979: Der Sturz
- 1979: Tatort – Schweigegeld
- 1979: Die Magermilchbande
- 1979: Sonne, Wein und harte Nüsse – Die Sache mit King Harry
- 1979: Wo die Liebe hinfällt
- 1980: Ein Guru kommt
- 1981: Der König und sein Narr
- 1981: Der Spot oder Fast eine Karriere
- 1981: Exil
- 1981: O du fröhliche: Besinnliche Weihnachtsgeschichten
- 1981: Das Traumschiff
- 1982: Kreisbrandmeister Felix Martin
- 1982: Die Krimistunde (Fernsehserie, Folge 3, Episode: „Geheimnis aus der Truhe“)
- 1983: Der Alte: Der vierte Mann
- 1983: Der Trauschein
- 1983: Die Geschwister Oppermann
- 1983: Kontakt bitte …
- 1983: Satan ist auf Gottes Seite
- 1983: The Heart of the Matter
- 1984: Das Traumschiff: Rio
- 1984: Der Alte: Der Klassenkamerad
- 1984: Abwärts
- 1984: Das Geschenk
- 1984: Morgen in Alabama
- 1984: Patrik Pacard
- 1984: Turf
- 1985: Der Schiedsrichter
- 1985: Didi und die Rache der Enterbten
- 1985–1986: Die Schwarzwaldklinik
- 1985: Grenzenloses Himmelblau
- 1985: Hellseher wider Willen
- 1985: In Amt und Würden
- 1986: Zieh den Stecker raus, das Wasser kocht

### Synchronsprecher
- 1955: Konzert in Venedig – Jean Marais als Lorenzo Lombardi
- 1956: Am Rande der Großstadt – Massimo Girotti als Roberto
- 1956: Die Geflüchteten – Michel André als Michel
- 1956: Damals in Paris – als René
- 1957: Jan Hus – Otomar Krejča als Štěpán Páleč
- 1961: Urteil von Nürnberg – Montgomery Clift als Rudolph Petersen
- 1965: Zwölf Uhr mittags – Jack Elam als Charlie
- 1983: Sag niemals nie – Max von Sydow als Ernst Stavro Blofeld

## Hörspiele
- 1967: Gerhard Janner: Eine feine Gesellschaft – Regie: Peter A. Stiller (Hessischer Rundfunk)
- 1968: Ralph Knebel: Heimsuchungen eines Eingesessenen – Regie: Peter Kupke (Rundfunk der DDR)
- 1975: Zauberer Zackzarack: Der Zauberer Zackzarack – Regie: Heikedine Körting (Europa Verlag)
- 1977: Patrick Hamilton: Gaslicht (Gaslight) – Regie: Heinz-Günter Stamm (Bayerischer Rundfunk)